# Xã Sparta, Quận Crawford, Pennsylvania
Xã Sparta (tiếng Anh: Sparta Township) là một xã thuộc quận Crawford, tiểu bang Pennsylvania, Hoa Kỳ. Năm 2010, dân số của xã này là 1.832 người.